# Етничко насиље
Етничко насиље је намерни агресивни чин како би се нашкодило особи или организацији повезаној са одређеном етничком групом. Етничко насиље је често резултат изражених стереотипија и политичке пропаганде. Зато, етнонасиље укључује и оружане нападе, уништавање имовине или дистрибуирање пропаганде и мржње. У екстремним облицима укључује погроме попут холокауста.